# 程明世

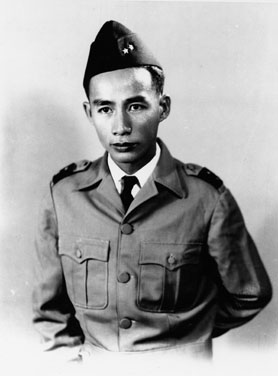
程明世

程明世（1920年—1955年5月3日），越南民族主義者、軍事領袖，活躍於第一次印度支那戰爭末期和越戰初期。軍銜為陸軍中將。

## 人物事跡
出生於西寧省的一個高臺教家庭。後來接受日本憲兵隊的訓練，成為高臺教準軍事部隊的成員。至1945年時已成為高臺教武裝的軍官。
1951年程明世脫離高臺教體系，自行組建2000人的部隊，對抗法國和越盟。1951年至1953年期間，程明世與西貢發生的一系列恐怖爆炸襲擊密切關聯，這些事件在當時被指責是共產主義者所為。
1954年，美國軍事顧問愛德華·蘭斯代爾同程明世及其部隊談判，使其支持吳廷琰和越南共和國陸軍。1955年2月13日，程明世的部隊正式整合進南越軍隊，其本人獲得少將軍銜。他率領高臺教武裝聯盟勝利地進入西貢。
雖然美國人繼續為程明世及其他高臺教組織提供資金，但南越政府支吾其詞，使許多高臺教軍事領袖公開反對吳廷琰並策劃政變。程明世的支持者在此時的態度不詳，有說法認為美國打算支持吳廷琰對抗叛軍；另一些說法則稱程明世會取代吳廷琰。
1955年5月3日，程明世被狙擊手暗殺身亡。這次謀殺仍是未解之謎，有些指稱是法國人所為，另一些則認為是南越政府所為。